# Марієгамн (футбольний клуб)
«Марієга́мн» (фін. Idrottsföreningen Kamraterna Mariehamn) — фінський професіональний футбольний клуб з однойменного міста. Заснований 1919 року. Домашня арена — «Віклеф Голдінг Арена», вміщує 1 635 глядачів.

## Досягнення
- Чемпіон Фінляндії: 2016
- Володар Кубка Фінляндії: 2015